# Jan Janata
Jan Janata mladší (17. října 1825 Bučina – 11. září 1905 Chleby) byl český reformovaný kazatel.
Působil jako farář v Chlebích, zastával též úřad seniora Poděbradského seniorátu. Byl básníkem. Zasloužil se o navázání styků českých evangelíků s Anglií. Ačkoli byl dvakrát zvolen za českého superintendenta, nikdy ho pro jeho národní smýšlení vláda nepotvrdila.
Byl ženat s Marií, roz. Veselou († 1909).